# Кінеусь
Кіне́усь (рос. Кинеусь) — присілок в Можгинському районі Удмуртії, Росія.
Урбаноніми:
- вулиці — Кінеуська, Сюрзинська

## Населення
Населення — 15 осіб (2010; 17 в 2002).
Національний склад станом на 2002 рік:
- росіяни — 100 %